# Matze, Kebab und Sauerkraut
Matze, Kebab und Sauerkraut ist eine Culture-Clash-Komödie von Christoph Schnee, die am 29. August 2020 beim Festival des deutschen Films seine Premiere hatte. Die Erstausstrahlung im deutschen Fernsehen erfolgte am 29. Oktober 2020 im ZDF. Die Hauptrollen spielen Christine Eixenberger, Franz Dinda und Omar El-Saeidi.

## Handlung
Die langjährigen Berliner Freunde Noah und Hakim verlieben sich in dieselbe Frau. Charlotte ist Fotografin aus Bayern, blond, blauäugig, deutsch und katholisch. Noah ist Jude und Hakim Muslim. Das Spannungsfeld zwischen den beiden Freunden, den Religionen und den bis dato befreundeten Familien ist damit aufgebaut.
Noah und Hakim liefern sich permanent ein Liebesduell, bei dem alle Mittel erlaubt sind. Folglich nehmen sie auch auf ihre Freundschaft keine Rücksicht mehr, obwohl sie sich einst geschworen hatten, dass keine Frau sie jemals trennen soll. Charlotte ist zwischen den beiden Männern hin- und hergerissen und merkt anfangs gar nicht, dass der eine den anderen ausbooten will. Zudem will sie nach ihrer letzten Enttäuschung keine neue Liebe beginnen. Trotzdem geben die beiden nicht auf. Zum Entsetzen seiner Eltern lädt Hakim Charlotte – eine Christin – zu sich und der Familie ein. Allerdings war Noah eine Idee schneller und so sitzt Charlotte an diesem Abend bei den Hirschmans am Tisch. Das nimmt Hakim nicht so einfach hin und kreuzt daher mit seiner ganzen Familie bei Noah auf, was den Abend nicht so enden lässt, wie Noah es sich ausgemalt hatte. Am nächsten Tag duellieren sich die beiden vor Charlottes Augen, doch sie erklärt den beiden erneut, dass sie keinen neuen Freund haben will. So werden sich die beiden kurzfristig wieder einig, um Charlotte davon zu überzeugen, dass einer von ihnen der Richtige für sie ist. Sie besuchen Charlotte auf ihrem Hausboot am Wannsee und zeigen sich von ihrer charmantesten Seite. Allerdings gehört auch Nacktbaden im See dazu und am Ende sieht Hakim, wie Charlotte und Noah sich küssen. Daraufhin zieht er sich mit den Worten zurück: „Freundschaft steht über allem. Viel Glück Euch beiden.“ und fährt allein in die Stadt zurück. Auf dem Weg dorthin kehrt er in einer kleinen Kneipe ein, wo die junge hübsche Araberin gerade schließen will. Allerdings ist sie gerade zum Buddhismus konvertiert. Das ist Hakim aber egal. Einige Wochen später feiern Noah und Hakim Doppelhochzeit und vereinen damit friedlich vier Religionen miteinander.

## Hintergrund
Der Filmtitel zielt auf die verschiedenen Religionen und Nationalitäten der Hauptdarsteller ab. Matze ist ein dünner Brotfladen, der von religiösen und traditionsverbundenen Juden während des Pessach gegessen wird. Kebab ist gegrilltes oder gebratenes Fleisch und symbolisiert den Islam. Sauerkraut gilt international als eines der bekanntesten deutschen Nationalgerichte und steht für das Christentum.

## Kritik
Tilmann P. Gangloff von tittelbach.tv meinte: „Schon der Auftakt hat Witz und Tempo für zwei Filme. Das gilt auch für das großartig besetzte Ensemble, denn die beiden Hauptfiguren wären nichts ohne ihre Eltern: Die Abu Yazids Şiir Eloğlu, Adnan Maral stammen aus dem Libanon und vertreiben arabische Spezialitäten, die Hirschmans Andrea Sawatzki, Francis Fulton-Smith führen ein jüdisches Restaurant; ‚seit 1923 mit kleiner tausendjähriger Unterbrechung‘, wie es auf dem Messingschild neben dem Eingang heißt.“
„Der Film stellt Klischees und Vorurteile auf den Kopf und schafft es, dass man befreit loslachen kann.“, urteilten die Kritiker der Fernsehzeitschrift TV Spielfilm über den Film und nannten ihn einen „quirligen Multikulti-Spaß mit richtig viel Witz“.
Bei der Stuttgarter Zeitung kritisierte Thomas Klingemaier und meinte: „Mit dem, was der Drehbuchautor Timothy Tremper und der Regisseur Christoph Schnee versuchen, muss man eigentlich sympathisieren – mit wohlmeinender Ironie, die zu Verständnis, zu Toleranz, aber auch zu Wachsamkeit gegenüber den eigenen Denkverhärtungen aufruft. Aber alles ist so auf putzig gebürstet, dass es völlig wirkungslos bleibt. Jede Szene wird so abgepolstert, dass sich niemand an einem Missverständnis stoßen kann.“
Oliver Armknecht wertete für film-rezensionen.de und schrieb: „‚Matze, Kebab und Sauerkraut‘ [ist zum einen] eine Komödie, die ihren Spaß damit hat, die beiden Protagonisten in eine wenig beneidenswerte Situation zu bugsieren. Mehr noch: Die zwei dürfen sich so richtig zum Deppen machen, wenn der Wettstreit sie wieder zu den Kindern werden lässt, als die sie zu Freunden wurden. Klar ist das übertrieben, soll es auch sein. Hier wird genüsslich die Absurdität auf die Spitze getrieben.“ Zum anderen hat die Komödie aber auch Schwächen, so „zünden die Gags am Ende alle nicht so wirklich. Die Klischees, die aufs Korn genommen werden sollen, sind beispielsweise schon so abgenutzt, dass ihnen jegliches Flair abhandengekommen ist. Auch bei den Situationen wäre mehr Eigenständigkeit gut gewesen. Hin und wieder reicht es […] zwar für ein Schmunzeln, aber leider nicht für wirklich mehr. Die Komödie ist einer dieser Filme, die man so gerne mögen würde und bei der man dauernd das Gefühl hat, dass jetzt der große Knaller kommt – der dann aber bis zum Schluss ausbleibt.“